# Irena Bielenin
Irena Bielenin (ur. 29 czerwca 1924 w Barwałdzie Dolnym koło Wadowic, zm. 5 marca 1993) – uczona polska, zoolog-entomolog, profesor Akademii Rolniczej w Krakowie.

## Życiorys
Córka Eugeniusza i Franciszki z Oczkowskich, brat Stanisław (1928–1995).
Nauki szkolne pobierała w Krakowie, gdzie przed wybuchem II wojny światowej ukończyła szkołę powszechną oraz dwie klasy Gimnazjum Ogólnokształcącego im. Józefy Joteyko. W czasie okupacji uczęszczała na oficjalne zajęcia w szkołach zawodowych, wykształcenie gimnazjalne i licealne uzupełniając na tajnych kompletach. W 1943 podjęła pracę zarobkową w krakowskiej ubezpieczalni społecznej. Po wyzwoleniu zdała maturę w Gimnazjum Królowej Wandy w Krakowie (1945) i rozpoczęła studia z zakresu biologii na Wydziale Matematyczno-Przyrodniczym Uniwersytetu Jagiellońskiego. Dyplom magistra filozofii w zakresie zoologii uzyskała w 1951, po przedstawieniu pracy Early stages of embryonic development in the weevil Polydrosus pterygomalis Boh. (Coleoptera, Curculionidae), którą przygotowała pod opieką profesora Stanisława Smreczyńskiego.
Jeszcze jako studentka ostatnich lat podjęła współpracę z Instytutem Ochrony Roślin w Puławach, którą kontynuowała po uzyskaniu dyplomu. Prowadziła również zajęcia dydaktyczne na Wydziale Rolniczym Uniwersytetu Jagiellońskiego. W 1952 zatrudniona została w charakterze asystenta w Katedrze Zoologii na Wydziale Rolniczym tej uczelni, by po roku awansować na starszego asystenta; w 1957 została adiunktem. Do końca życia pozostawała związana z Katedrą Zoologii, która po przekształceniach organizacyjnych i utworzeniu nowej uczelni w 1953 znalazła swoje miejsce w strukturze Wyższej Szkoły Rolniczej w Krakowie (od 1972 – Akademii Rolniczej). W 1961 na Wydziale Biologii i Nauk o Ziemi Uniwersytetu Jagiellońskiego Irena Bielenin obroniła rozprawę doktorską Anatomical and histological investigations on the genus Lecanium Burm., której promotorem również był Stanisław Smreczyński. Cztery miesiące roku 1963 Bielenin spędziła w Paryżu na stażu naukowym w Institut National Agronomique u wybitnego specjalisty w dziedzinie badań nad czerwcami Paula Pessona. W 1975 Rada Wydziału Biologii i Nauk o Ziemi Uniwersytetu Jagiellońskiego nadała jej stopień doktora habilitowanego nauk przyrodniczych w zakresie zoologii, a przedstawiona wówczas praca Studies on the processes of postembryonic morphogenesis in scale insects (Coccoidea, Homoptera) została wyróżnioną nagrodą resortową. W 1981 Irena Bielenin została docentem, w 1991 – profesorem nadzwyczajnym.
Przez około czterdzieści lat pracy dydaktycznej prowadziła ćwiczenia i wykłady z zoologii na Wydziałach Rolniczym i Ogrodniczym, a także prowadziła zajęcia na studiach zaocznych oraz w punktach konsultacyjnych. Na początku lat 50. położyła liczne zasługi w pracach organizacyjnych Katedry Zoologii, angażowała się w przygotowanie fachowe kadry technicznej. Była członkiem szeregu komisji uczelnianych oraz przez dwie kadencje pełniła funkcję prodziekana Wydziału Zootechnicznego (1981–1987).
W pracy naukowej zajmowała się entomologią, głównie czerwcami i ich anatomią, histologią, morfogenezą, ultrastrukturą, a także ektopasożytami zwierząt gospodarskich. Ogłosiła jako autorka lub współautorka kilkadziesiąt prac, z czego około dwadzieścia publikacji poświęconych czerwcom miało charakter pionierski i doczekało się cytowań w znaczących opracowaniach z tej tematyki na świecie. Była również m.in. współautorką skryptu Entomologia ogólna (1994, był w druku w chwili jej śmierci), autorką artykułów popularnonaukowych (np. Kiedy pojawiły się owady?, w: „Wszechświat”, 1959, nr 6) i wspomnień pośmiertnych (o Zbigniewie Kaweckim, zmarłym w 1981, oraz Zofii Lenkiewicz, zmarłej w 1990). Kierowała przygotowaniem wielu prac magisterskich na Wydziale Zootechnicznym.  
Z publikacji profesor Bielenin wymienić można m.in.: Z zagadnień filogenetycznych i systematycznych czerwców (Coccoidea, Homoptera) („Przegląd Zoologiczny”, 1959), Studia nad procesami morfogenezy postembrionalnej u czerwców (Homoptera, Coccoidea) („Zeszyty Naukowe Akademii Rolniczej w Krakowie”, 1973, nr 80), Czerwce – znane i nieznane właściwości ich budowy i biologii ("Przegląd Zoologiczny", 1978), Przypadek chronicznego zapalenia brzegów powiek i spojówek, wywołanego przez roztocza Demodex folliculorum (Simon, 1842) („IV Sympozjum Akaroentomologii Medycznej i Weterynaryjnej”, Gdańsk 1980), Dynamika sezonowa występowania muchówek w oborach („IV Sympozjum Akaroentomologii Medycznej i Weterynaryjnej”, Gdańsk 1980), Biologiczne znaczenie wosków w świecie owadów, z uwzględnieniem morfologii gruczołów woskowych („Przegląd Zoologiczny”, 1990), Komora filtracyjna pluskwiaków równoskrzydłych (Homoptera), ze szczególnym uwzględnieniem czerwców (Coccoidea) („Przegląd Zoologiczny”, 1993).
Za pracę naukową i dydaktyczną doczekała się kilku nagród ministra i rektora, a także odznaczeń – Złotego Krzyża Zasługi, Krzyża Kawalerskiego Orderu Odrodzenia Polski, Medalu Komisji Edukacji Narodowej. Cieszyła się zaufaniem studentów, którzy zwracali się do niej z prośbą o pomoc nie tylko w kwestiach natury socjalnej, ale i osobistej. W gronie współpracowników uchodziła za autorytet moralny i kulturalny. Zmarła 5 marca 1993, pochowana została na cmentarzu Rakowickim w Krakowie.